# Ювілейна (печера)
Ювіле́йна — карстова печера, геологічна пам'ятка природи загальнодержавного значення. Розташована на лівому схилі долини річки Циганка, поблизу села Сапогів Чортківського району Тернопільської області.
Загальна довжина ходів — 1,6 км. Утворена в гіпсах тортонського ярусу неогенового періоду. Кілька галерей, закладених по тектонічних тріщинах, з'єднані короткими ходами. Зал «Планетарій» має купол діаметром 8 м уздовж довгої осі та 5 м уздовж короткої. У склепінні галерей печери Ювілейної часто розкриваються неогенові вапняки та відклади мергелів, що залягають над гіпсами. Земельний відвід — 0,5 га.
У привхідній частині печери зимує колонія підковиків малих (Rhinolophus hipposideros) та інші види кажанів.
Відкрита 1967 року. Назва походить від того, що саме у цьому році виповнювалося 50 років від жовтневого перевороту в Росії.
У 2010 р. увійшла до складу національного природного парку «Дністровський каньйон».

## Галерея

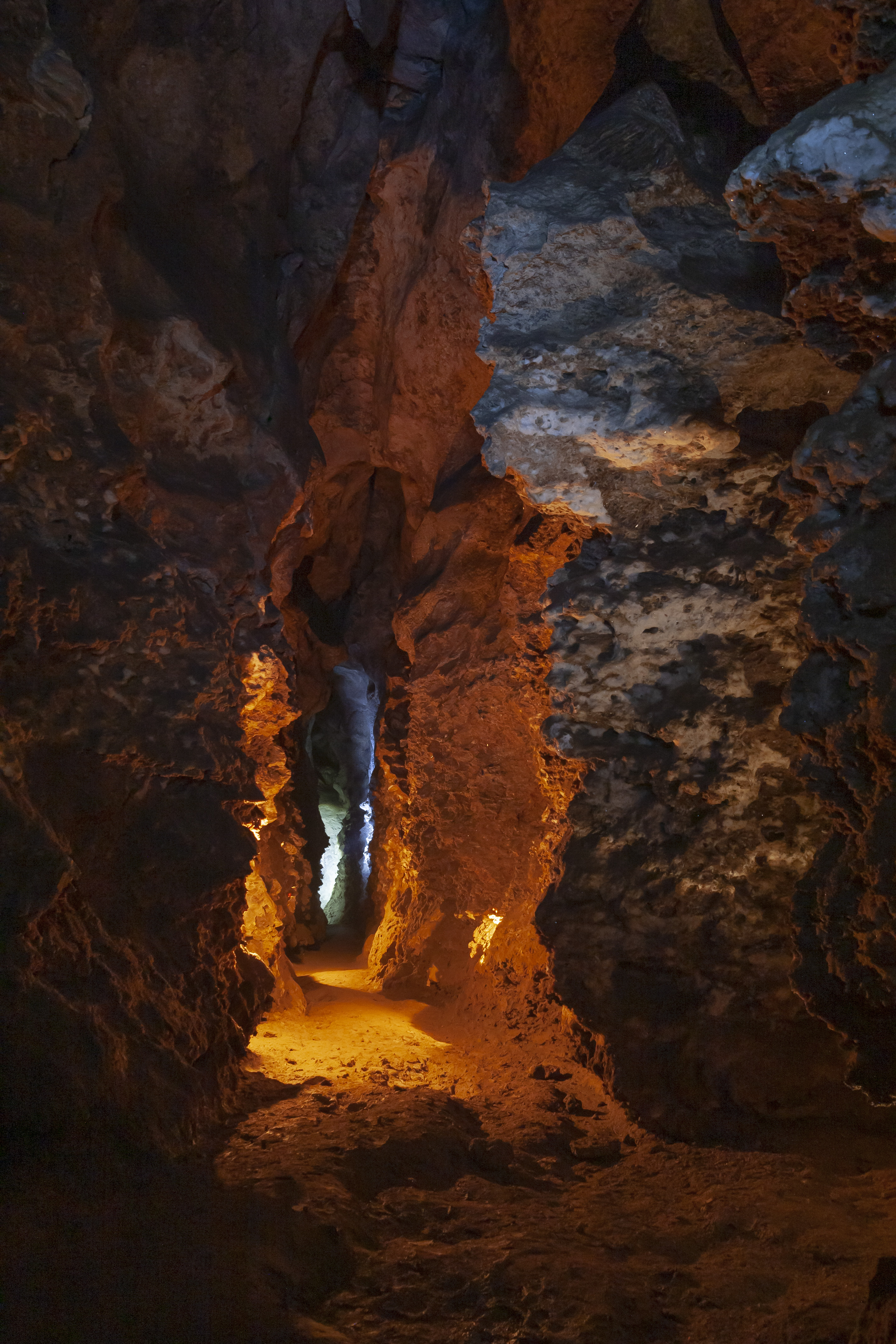
Один із коридорів Ювілейної.jpg
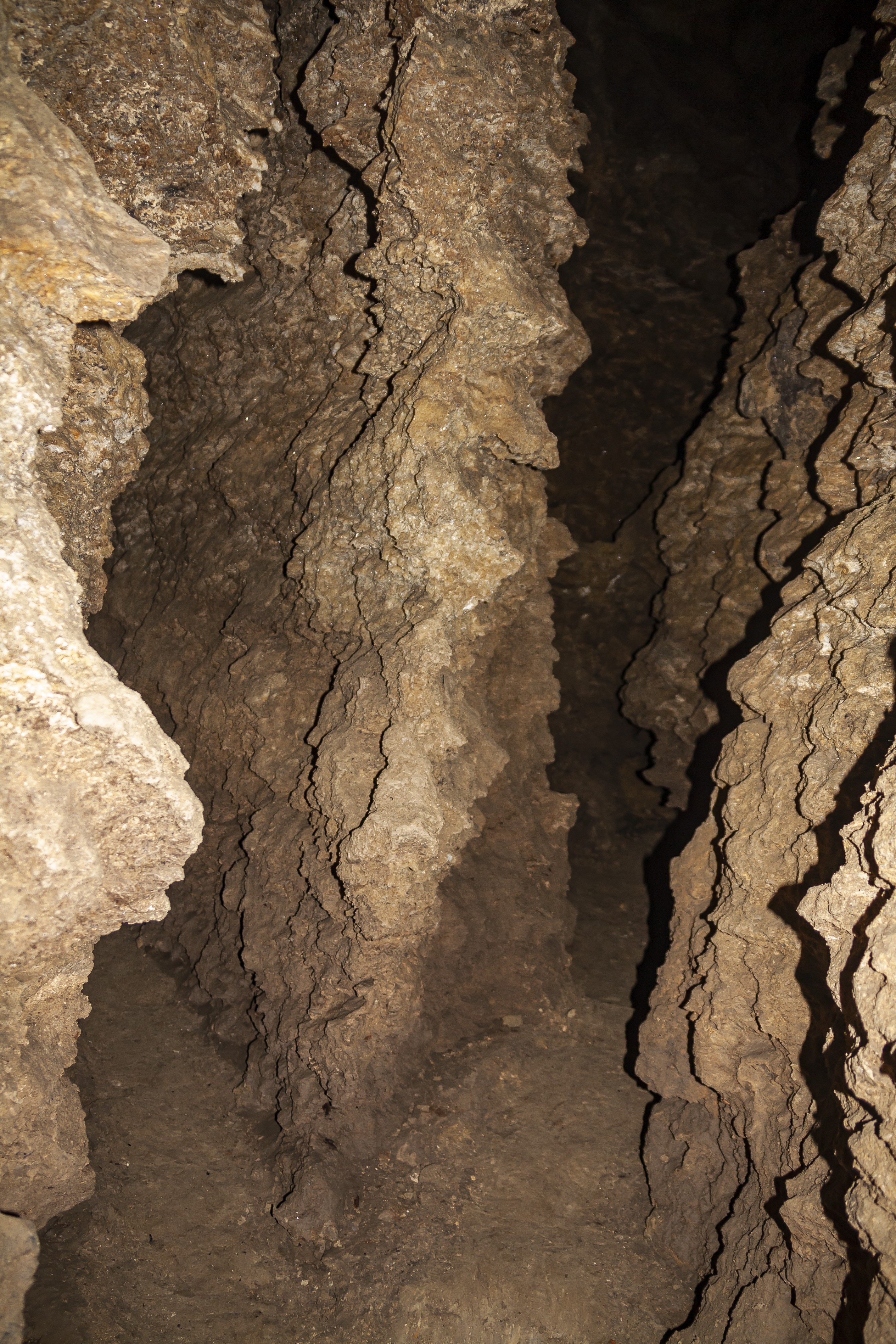